# Phoon Yew Tien
Phoon Yew Tien (* 1952 in Singapur) ist ein singapurischer Komponist.

## Leben
Phoon gewann von 1977 bis 1979 die National Song Writing Competition. Er besuchte mit einem Stipendium des Singapore Symphony Orchestra das Queensland Conservatorium of Music in Australien. Er gewann 1980, 1981 und 1983 den Dulcie Robertson Prize für die beste Komposition. 1983 wurde er mit dem renommierten ACL Yoshiro IRINO Memorial Prize ausgezeichnet. 1996 und 1997 gewann er außerdem den Local Serious Music Award der Composers and Authors Society of Singapore. Seine Werke wurden u. a. vom Hong Kong Philharmonic Orchestra, China Radio and Film Orchestra und Singapore Symphony Orchestra uraufgeführt. Als Komponist mit den meisten CD-Einspielungen in Singapur, wurden Kompositionen u. a. mit dem Singapore Symphony Orchestra, Russian Philharmonic Orchestra, Shanghai Philharmonic Orchestra, Shanghai Conservatory Symphony Orchestra und Kaohsiung City Chinese Orchestra vertont.
Er arbeitete mit den Choreographen Goh Lay Kuan, Yan Choong Lian, Lim Fei Shen, Som bte Said und Neila Sathyalingam zusammen (u. a. Produktion für das Singapore Festival of Arts). Phoons Werke wurden in China, Hongkong, Taiwan, Malaysia, Japan, Großbritannien, Neuseeland, Australien, den Vereinigten Staaten, Frankreich und Italien aufgeführt.
Phoon lehrte an der Nanyang Academy of Fine Arts und leitete von 1993 bis 1996 die dortige Musikfakultät. Er wurde Berater des National Arts Council in Singapur und erhielt 1996 die Cultural Medallion, die höchste Auszeichnung für Kunst in Singapur. 2000 wurde er von der Regierung von Singapur beauftragt, die Nationalhymne neu zu schreiben.